# Norbert Ringels
Norbert Ringels (Mönchengladbach, 16 september 1956) is een Duits voormalig voetballer. Hij speelde onder meer voor Borussia Mönchengladbach, meestal als verdediger.

## Spelerscarrière
Hij speelde in de Bundesliga 163 competitiewedstrijden tussen 1975 en 1985 voor Borussia Mönchengladbach, dat indertijd een glorieperiode beleefde onder trainer Udo Lattek. Onder diens leiding haalden de Fohlen twee jaar op rij de landstitel, in 1976 en 1977. In 1979 won Borussia de UEFA Cup dankzij een 1-1 gelijkspel in de uitwedstrijd bij Rode Ster Belgrado. De 'thuiswedstrijd' in het Rheinstadion in Düsseldorf werd met 1-0 gewonnen. Ringels was in beide finalewedstrijden basisspeler.
In de zomer van 1985 maakte hij de overstap naar VVV. Sef Vergoossen, de toenmalige trainer had dringend behoefte aan een routinier bij de kersverse eredivisionist. Een jaar later eindigde VVV onder de nieuwe trainer Jan Reker verrassend als vijfde in de eredivisie.

### Profstatistieken
| Seizoen         | Club                     | Competitie      | Competitie | Competitie | Beker | Beker | Overige1 | Overige1 | Totaal | Totaal |
| Seizoen         | Club                     | Competitie      | Wed.       | Dlp.       | Wed.  | Dlp.  | Wed.     | Dlp.     | Wed.   | Dlp.   |
| --------------- | ------------------------ | --------------- | ---------- | ---------- | ----- | ----- | -------- | -------- | ------ | ------ |
| 1975/76         | Borussia Mönchengladbach | Bundesliga      | 1          | 0          | 0     | 0     | 0        | 0        | 1      | 0      |
| 1976/77         | Borussia Mönchengladbach | Bundesliga      | 7          | 0          | 1     | 0     | 2        | 0        | 10     | 0      |
| 1977/78         | Borussia Mönchengladbach | Bundesliga      | 0          | 0          | 1     | 0     | 1        | 0        | 2      | 0      |
| 1978/79         | Borussia Mönchengladbach | Bundesliga      | 23         | 0          | 2     | 1     | 8        | 0        | 33     | 1      |
| 1979/80         | Borussia Mönchengladbach | Bundesliga      | 30         | 0          | 3     | 0     | 11       | 1        | 44     | 1      |
| 1980/81         | Borussia Mönchengladbach | Bundesliga      | 17         | 2          | 2     | 0     | —        | —        | 19     | 2      |
| 1981/82         | Borussia Mönchengladbach | Bundesliga      | 20         | 0          | 3     | 0     | 4        | 0        | 27     | 0      |
| 1982/83         | Borussia Mönchengladbach | Bundesliga      | 31         | 4          | 5     | 0     | —        | —        | 36     | 4      |
| 1983/84         | Borussia Mönchengladbach | Bundesliga      | 18         | 0          | 4     | 1     | —        | —        | 22     | 1      |
| 1984/85         | Borussia Mönchengladbach | Bundesliga      | 16         | 0          | 2     | 0     | 0        | 0        | 18     | 0      |
| 1985/86         | VVV                      | Eredivisie      | 30         | 1          | 1     | 0     | —        | —        | 31     | 1      |
| 1986/87         | VVV                      | Eredivisie      | 32         | 1          | 2     | 1     | 3        | 0        | 37     | 2      |
| Carrière totaal | Carrière totaal          | Carrière totaal | 225        | 8          | 26    | 3     | 29       | 1        | 280    | 12     |

## Trainerscarrière
In 1987 stopte Ringels met betaald voetbal en werd hij speler-trainer bij Rheydter SV. Twee jaar deed VVV opnieuw een beroep op hem, ditmaal als trainer. Omdat de Duitser niet de vereiste Nederlandse papieren bezat, werd Doeke Hulshuizen aangesteld als co-trainer. Onder druk van de trainersvakbond VVON besloot Ringels na één seizoen alweer een punt te zetten achter deze samenwerking. Hij keerde terug naar Duitsland, waar hij nog diverse amateur- en jeugdelftallen trainde. Tegenwoordig is hij als trainer van de Weisweiler Elf weer verbonden aan zijn oude club Borussia Mönchengladbach.